# Ottenheim (Weilerswist)
Ottenheim is een plaats in de Duitse gemeente Weilerswist, deelstaat Noordrijn-Westfalen, en telt 730 inwoners (2022).